# Classe Captain (fregata)
Classe Captain fu il nome dato a 78 fregate della Royal Navy, costruite negli Stati Uniti, varate tra il 1942 e il 1943 e consegnate al Regno Unito secondo i patti di Lend-Lease (nei quali gli Stati Uniti si impegnavano a fornire materiale bellico e non solo al Regno Unito e agli altri alleati tra il 1941 e il 1945). Le navi furono scelte tra due sottoclassi di cacciatorpediniere di scorta americani: 32 della classe Evarts e 46 della classe Buckley. All'arrivo in Gran Bretagna le navi furono modificate sostanzialmente dalla Royal Navy, differenziandole così dai cacciatorpediniere della US Navy.
Le fregate classe Captain ebbero ruoli di scorta convogli, lotta antisommergibile, controllo delle coste e navi comando forze anfibie durante lo sbarco in Normandia. Durante la seconda guerra mondiale le navi parteciparono almeno all'affondamento di 34 sommergibili tedeschi e di molti altri mezzi nemici. 15 tra le 78 fregate classe Captain furono affondate o radiate perché gravemente danneggiate e non più convenienti da riparare.
Nel dopoguerra tutte le navi sopravvissute tranne una (HMS Hotham) furono restituite alla US Navy prima della fine del 1947, al fine di ridurre al minimo il pagamento in ritorno dell'accordo di Lend-Lease. L'ultima nave classe Captain ad essere restituita fu passata di comando nel marzo 1956.

## Progetto e descrizione

### Storia progettuale
Nel giugno 1941 il governo britannico, cercando di avvantaggiarsi del programma di Lend-Lease stipulato con gli Stati Uniti, richiese alla US Navy di progettare, costruire e rendere operativo un cacciatorpediniere di scorta utilizzabile anche per la lotta antisommergibile in mare aperto. I particolari richiesti furono una lunghezza di 90 m, una velocità di 20 nodi, un armamento multiruolo e un ponte di comando aperto. La US Navy aveva studiato la fattibilità di una nave simile sin dal 1939 e il capitano E. L. Cochrane del Bureau of Ships – che durante una visita nel Regno Unito nel 1940 aveva analizzato le corvette della Royal Navy e i cacciatorpediniere classe Hunt – aveva steso un progetto per questa nave. Questo progetto anticipava il bisogno di unità su vasta scala e cercava di ridurre il più importante collo di bottiglia per la produzione di questo tipo di unità, ovvero i riduttori per i set di turbine a vapore. La produzione dei riduttori non poteva essere aumentata facilmente, dato che un riduttore da solo richiedeva più di un anno per essere prodotto. Fu quindi scelta una propulsione diesel-elettrica, di rapida produzione e comprovata efficacia, già usata sui sommergibili. Quando il Regno Unito avanzò le proprie richieste, l'ammiraglio Stark della US Navy decise di mettere il progetto diesel-elettrico in produzione e raccomandò l'approvazione dell'ordine britannico. Gibbs & Cox, gli architetti navali incaricati di creare i piani funzionali, dovettero fare alcune alterazioni ai metodi di produzione e al progetto originale del capitano Cochrane, principalmente eliminando un altro collo di bottiglia della produzione rappresentato dai cannoni 127/38, rimpiazzandoli con i cannoni 76/50 che permisero l'aggiunta di un terzo cannone nella posizione B a prua. Il progetto originale prevedeva otto motori per una velocità di 24 nodi, ma la priorità di altre costruzioni forzò l'installazione di soli 4 motori, con un conseguente accorciamento dello scafo e una riduzione della velocità di 4 nodi. Il progetto aveva una corazzatura molto leggera, ad esempio sui sottoclasse Buckley variava tra i 13 e gli 11 mm, con piastre da 6 mm come fasciame nella maggior parte dello scafo e del ponte.
Il risultato fu una nave che poteva essere prodotta rapidamente (ad esempio la Halsted fu costruita in soli 24 giorni e mezzo) a metà del costo di un cacciatorpediniere della flotta (3,5 milioni di dollari, comparati ai 10,4 milioni necessari per un cacciatorpediniere da 1620 t classe Benson o ai 6,4 milioni per un classe Hunt).
Il 15 agosto 1941 il presidente Franklin D. Roosevelt autorizzò la costruzione di 50 unità della nuova classe Evarts coi nomi BDE 1–50 (British destroyer escort) come parte del programma 1799. La classe Buckley con propulsione turbo-elettrica non fu inizialmente parte del primo ordine e fu autorizzata in seguito con la Public Law 440 del 6 febbraio 1942. La Royal Navy ordinò le navi nel novembre 1941 in 4 cantieri: l'arsenale di Boston, l'arsenale di Mare Island, il Philadelphia Naval Shipyard e l'arsenale di Puget Sound. Quando gli Stati Uniti entrarono in guerra anche loro adottarono il progetto per le navi britanniche. La designazione BDE rimase per i primi sei cacciatorpediniere di scorta (BDE 1, 2, 3, 4, 12 e 46) trasferti poi al Regno Unito. Delle iniziali 50 ordinate la Royal Navy ricevette solo queste sei. Il resto fu riclassificato come cacciatorpediniere di scorta (DE) il 25 gennaio 1943 e entrarono in servizio con la United States Navy. Alla fine della seconda guerra mondiale la Royal Navy aveva ricevuto 32 Evarts e 46 Buckleys dagli arsenali di Boston e Mare Island e dalla Bethlehem-Hingham.
La Royal Navy classificò queste navi come fregate, siccome non avevano tubi lanciasiluri, necessari per la classificazione di cacciatorpediniere. Per le persone abituate alle navi progettate dall'Ammiragliato la classe Captain risultava poco familiare: non avevano alcuno scalino del castello di prua, avevano invece una graziosa insellatura dalla prua a mezza nave, e le Evarts avevano cappe aerodinamiche sui fumaioli. Altre differenze dalle navi di progettazione britannica era la presenza di letti a castello, invece delle tradizionali amache, e la presenza di saldature invece di giunti rivettati.

### Propulsione
La sottoclasse Evarts aveva un apparato propulsivo diesel-elettrico, basato sullo schema utilizzato sui sommergibili. Queste navi avevano quattro motori diesel Winton 278A a 16 cilindri, con una potenza combinata di 5250 kW, che trasmettevano la potenza meccanica a generatori General Electric (4800 kW) che alimentavano due motori elettrici della stessa marca, con una potenza all'asse di 4500 kW, per una velocità massima di 20 nodi. Le navi avevano due linee d'assi e due eliche. Sul progetto era stato pensato di aggiungere un altro set di motori per raggiungere i 8900 kW all'asse, per raggiungere la velocità di 24 nodi, ma la rapidità di produzione degli scafi superò così tanto quella dei macchinari che fu deciso di montare un solo set di motori (4 diesel e 2 elettrici) per unità, per accelerare il processo di consegna.
Al fine di raggiungere la velocità di progetto, la sottoclasse Buckley ricevette un apparato propulsivo turbo-elettrico. Due caldaie a tubi d'acqua Foster-Wheeler Express Tipo "D" generavano il vapore per le turbine a vapore General Electric (10070 kW), che a loro volta trasferivano la potenza meccanica prodotta a generatori da 9200 kW. Infine, i motori elettrici da 8900 kW muovevano i due assi, ognuno dotato di elica a tre pale di bronzo-manganese di 2,6 m di diametro. Questo specifico sistema propulsivo elettrico fu considerato estremamente innovativo al tempo (anche se i cacciamine classe Catherine avevano già avuto un simile layout propulsivo).

### Modifiche per la Royal Navy
Il primo porto in cui le navi classe Captain si fermarono nel Regno Unito fu il Pollock Dock di Belfast dove le navi furono modificate per raggiungere gli standard dell'Ammiragliato. In tutto furono apportate 109 modifiche, sotto forma di alterazioni o aggiunte, per la classe Evarts e 94 per le Buckley.
Una delle maggiori differenze tra le fregate britanniche classe Buckley e i cacciatorpediniere di scorta con lo stesso nome della US Navy fu che le fregate della Royal Navy non montavano alcun tubo lanciasiluri. (la sottoclasse Evarts non era proprio stata progettata per trasportarli.) La conseguente riduzione del peso in coperta, combinato con la precedente riduzione di calibro dei cannoni, risultò in una stabilità eccessiva, che portava ad un rollio violento nelle relativamente corte onde del Nord Atlantico. Furono discusse varie soluzioni, incluse la spedizione di tubi lanciasiluri e lo scambio dei cannoni americani da 76/50 con i più pesanti cannoni britannici da 114 mm, ma risultarono tutte soluzioni impratiche a causa della congestione dei cantieri britannici durante la guerra e del collo di bottiglia che queste idee rappresentavano per la produzione delle unità. Il problema fu alla fine risolto aumentando il numero di cariche di profondità trasportate in coperta e aggiungendo controcarene più grosse, che mitigarono il rollio fino a livelli sopportabili.

#### Dispositivi per migliorare la tenuta di mare
Una coffa fu montata sull'albero principale. Una baleniera standard da 8 metri della Royal Navy fu aggiunta sul lato sinistro del fumaiolo, in aggiunta alla scialuppa americana presente sul lato di dritta. Furono aggiunte anche altre zattere di salvataggio: alcune più grosse su scivoli a poppa del fumaiolo e altre più piccole a poppa dei proiettori. Furono montati deflettori per il vento sul bordo della zona di plancia e furono installati sul castello di poppa ripari di tela per proteggere le squadre di operatori delle cariche di profondità. Passacavi oleanti furono montati sullo scafo vicino all'argano dell'ancora. Le controcarene furono allungate e allargate (processo che richiedeva almeno tre settimane).

#### Artiglieria
Furono aggiunti altri cannoni Bofors da 40 mm e Oerlikon al posto dei tubi lanciasiluri rimossi e l'alzo MK IV degli affusti Oerlikon fu sostituito dal più semplice MK VIA. Le navi intese per servire con le Coastal Forces come fregate per la caccia di MAS o S-boot ricevettero ulteriori cannoni. Su alcune unità furono montati scudi per i cannoni principali, oppure uno scudo anti-acqua e anti-esplosione solo per il cannone in posizione B. Lanciatori di razzi da 51 mm erano montati sull'affusto del cannone B: sei se c'era lo scudo anti-acqua o 3 altrimenti. Un cannone da 2 libbre (40 mm) in caccia a prua fu montato nelle unità in servizio con le Coastal Forces.
La disposizione del ponte di comando fu significativamente alterato. La maggiore modifica fu l'addizione di una torre a due livelli per la direzione del tiro che migliorò la visibilità e riparava meglio l'equipaggiamento. Sulle alette di plancia furono montati lanciatori verticali per i razzi illuminati a paracadute "snowflake".

#### Lotta antisommergibile
Furono aggiunte ulteriori cariche di profondità sul ponte superiore su ogni lato della nave, garantendo un massimo di 200 bombe. Fumogeni galleggianti della Royal Navy furono posizionati sopra le bombe di profondità, in aggiunta ai fumogeni cilindrici della US Navy già presenti a poppa. Fu montata un'antenna a media frequenza per la radiogoniometria (MF/DF) davanti al ponte di comando e un'altra ad alta frequenza (HF/DF) Type FH 4 in testa all'albero maestro. Inoltre, fu aggiunto un set per la ricezione radio impostato sulle frequenze di comunicazione dei sommergibili tedeschi ed era sempre a bordo personale in grado di capire il tedesco. Le Captain ricevettero in seguito anche il sonar ASDIC Type 144, un modello migliorato dell'originale Type 128D. Nel 1944 a prua delle fregate, come su tutte le altre navi di scorta nell'Atlantico, fu montato un Foxer, ovvero un falso bersaglio acustico, per contrastare i nuovi siluri a guida acustica.

#### Navigazione e riconoscimento
Le parti di metallo attorno alla chiesuola della bussola furono rimpiazzate da materiali non metallici. Oltre al LORAN standard della US Navy per la radionavigazione a lungo raggio fu aggiunto un set GEE della Royal Navy per la radionavigazione a corto raggio. Fu installato un sistema di riconoscimento radar, in grado di riconoscere le navi amiche tramite la risposta che lo stesso apparecchio a bordo rimandava indietro, insieme a quattro luci di combattimento colorate sul pennone (per aiutare il riconoscimento di navi amiche durante la notte).

#### Schema mimetico e identificazione
Seguendo i protocolli standard della Royal Navy, tutte le Captain ricevettero un grande numero d'identificazione pitturato su entrambe le fiancate e a poppa, solitamente in blu, rosso o nero. Il gruppi di scorta con il maggior numero di fregate classe Captain avevano insegne specifiche; queste insegne distintive e colorate erano pitturate sui lati del fumaiolo e se la nave ospitava un ufficiale superiore a bordo riceveva un ulteriore banda colorata, solitamente rossa o blu. L'opera viva era sempre colorata di nero.
Sulle Captain furono utilizzati cinque diversi schemi mimetici. Le navi uscivano dai cantieri colorate di bianco con poligoni azzurri, lo schema mimetico della US Navy per le latitudini settentrionali. Per le navi assegnate al servizio nell'Atlantico del Nord lo schema consisteva in azzurri, blu e verdi con pennellate bianche, pensato per mimetizzare le navi con il mare durante il brutto tempo. Le navi assegnate alla Manica nel 1944 (Coastal Forces e navi impegnate nell'Operazione Neptune come navi di comando) ricevettero uno schema mimetico in nero, blu, grigio chiaro e bianco. Le navi della 16th Flotilla (Harwich) e della 21st Flotilla (Sheerness), che operavano sia nel Mare del Nord che nella Manica, ricevettero uno schema che consisteva nella divisione orizzontale delle sovrastrutture in diversi toni di grigio (come usato dalla US Navy). All'inizio del 1945 fu adottato uno schema comune per tutte le navi della Royal Navy, che consisteva in bianco con una stricia celeste lungo lo scafo.

#### Modifiche alle navi per lo sbarco in Normandia
La HMS Dacres, la HMS Kingsmill e la HMS Lawford furono convertite in navi comando forze anfibie da utilizzare durante l'Operazione Neptune (sbarco in Normandia). Queste navi ebbero rimosse tutte le cariche di profondità e i cannoni da 76 mm e la sovrastruttura estesa per poter dare alloggio a ulteriore personale dello stato maggiore. Furono costruite due tughe per radio addizionali e un secondo alberetto per supportare le nuove antenne aggiuntive. Furono aggiunte altre quattro mitragliere Oerlikon, portando il totale a 16, e furono montati anche nuovi radar ( il Type 271 a onde centimetriche per l'identificazione dei bersagli, il Type 291 per la scoperta aerea e i set IFF associati Type 242 e 253). L'equipaggio fu ridotto a 141 marinai, ma con l'aggiunta di uno staff di comando di 64 persone.

### Equipaggi
Le Captain avevano tipicamente un equipaggio di 156 sulle Evarts o di 186 Buckley tra ufficiali e marinai. Il grosso dei marinai arruolati dopo l'inizio della guerra, anche se avevano poca esperienza militare o di navigazione, dovettero essere addestrati nello specifico ramo della marina dove avevano deciso di serivire. Dopo circa sei settimane d'addestramento, di marcia e, in generale, di condizionamento fisico, venivano mandati all'addestramento specifico della branca di servizio. Molti degli ufficiali non in comando erano marinai promossi dopo aver servito nella Royal Navy già prima della guerra.
Il personale di macchina dovette combattere con la complessità dell'impianto propulsivo non comune ad altre navi della Royal Navy. All'inizio furono addestrati insieme al personale della US Navy in appositi spazi costruiti all'interno delle fabbriche della General Electric di Cleveland e Syracuse e ricevettero certificati alla fine dell'addestramento. In seguito l'addestramento tecnico venne svolto nel Regno Unito.
Gli equipaggi delle navi furono spediti negli Stati Uniti su transatlantici che dal Clyde o da Liverpool andavano a New York, come la Queen Mary. All'arrivo a New York gli equipaggi venivano inizialmente assegnati alla HMS Saker, la base della marina britannica negli Stati Uniti, per essere poi riassegnati alla propria fregata. in seguito, alcune delle fregate furono trasportate attraverso l'Atlantico da equipaggi canadesi che dovevano andare in Inghilterra per prendere possesso delle fregate classe River ordinate dalla Royal Canadian Navy.

## Nomi delle unità
L'intenzione dell'Ammiragliato era di chiamare queste unità con nomi di capitani che servirono sotto al viceammiraglio Nelson alla battaglia di Trafalgar, ma durante la costruzione divenne necessario ricercare figure storiche precedenti tra gli ammiragli e i capitani della Royal Navy.
Delle 78 fregate 66 ebbero nomi che non erano mai stati dati a navi della Royal Navy. I nomi Lawford, Louis, Manners, Moorsom, Mounsey, Narborough, Pasley e Seymour erano già stati usati durante la prima guerra mondiale per altri cacciatorpediniere. La HMS Rupert fu la quinta unità a portare quel nome dal 1666. La HMS Torrington fu la quarta unità con quel nome dal 1654. Il nome Holmes era stato usato una sola volta nel 1671 e Fitzroy era già stato usato per una nave da ricerca nel 1919.

## Navi

### GruppoEvarts(propulsione diesel-elettrica)
| Nave       | Identificativo | numero di scafo US | Intitolazione                                           | Costruttore            | Impostazione      | Varo              | Entrata in servizio | Destino finale |
| ---------- | -------------- | ------------------ | ------------------------------------------------------- | ---------------------- | ----------------- | ----------------- | ------------------- | --- |
| Bayntun    | K3104          | (B)DE-1            | Ammiraglio Henry William Bayntun (1766–1840)            | Boston Navy Yard       | 5 aprile 1942     | 27 giugno 1942    | 13 febbraio 1943    | Restituita alla US Navy il 22 agosto 1945, venduta per essere demolita il 17 giugno 1947                                         |
| Bazely     | K311           | (B)DE-2            | Ammiraglio John Bazely (1740–1809)                      | Boston Navy Yard       | 5 aprile 1942     | 27 giugno 1942    | 18 febbraio 1943    | Restituita alla US Navy il 20 agosto 1945, demolita nel 1946                                                                     |
| Berry      | K312           | (B)DE-3            | Rear Admiral Edward Berry (1768–1831)                   | Boston Navy Yard       | 22 settembre 1942 | 23 novembre 1942  | 15 febbraio 1943    | Restituita alla US Navy il 15 febbraio 1946, venduta per essere demolita il 9 novembre 1946                                      |
| Blackwood  | K313           | (B)DE-4            | Viceammiraglio Henry Blackwood (1770–1832)              | Boston Navy Yard       | 22 settembre 1942 | 23 novembre 1942  | 27 marzo 1943       | Silurata il 15 giugno 1944 e affondata il giorno seguente                                                                        |
| Burges     | K347           | (B)DE-12           | Capitano Richard Rundle Burges (1754–1797)              | Boston Navy Yard       | 8 dicembre 1942   | 26 gennaio 1943   | 2 giugno 1943       | Restituita alla US Navy il 27 febbraio 1946, venduta per essere demolita il 14 novembre 1946                                     |
| Capel      | K470           | DE-266             | Ammiraglio Thomas Bladen Capel (1776–1853)              | Boston Navy Yard       | 11 marzo 1943     | 22 aprile 1943    | 16 agosto 1943      | Affondata il 26 dicembre 1944 |
| Cooke      | K471           | DE-267             | John Cooke (1762 circa–1805)                            | Boston Navy Yard       | 11 marzo 1943     | 22 aprile 1943    | 30 agosto 1943      | Restituita alla US Navy il 5 marzo 1946, venduta nel 1947                                                                        |
| Dacres     | K472           | DE-268             | Viceammiraglio James Richard Dacres (1788–1853)         | Boston Navy Yard       | 7 aprile 1943     | 19 maggio 1943    | 28 agosto 1943      | Restituita alla US Navy il 26 gennaio 1946, venduta per essere demolita il 14 dicembre 1946                                      |
| Domett     | K473           | DE-269             | Ammiraglio William Domett (1752–1828)                   | Boston Navy Yard       | 7 aprile 1943     | 19 maggio 1943    | 3 settembre 1943    | Restituita alla US Navy il 5 marzo 1946, venduta il 3 giugno 1947                                                                |
| Drury      | K316           | (B)DE-46           | Capitano Thomas Drury                                   | Philadelphia Navy Yard | 12 febbraio 1942  | 24 luglio 1942    | 12 aprile 1943      | Restituita alla US Navy il 20 agosto 1945, demolita nel giugno 1946                                                              |
| Foley      | K474           | DE-270             | Ammiraglio Thomas Foley (1757–1833)                     | Boston Navy Yard       | 7 aprile 1943     | 19 maggio 1943    | 8 settembre 1943    | Restituita alla US Navy il 22 agosto 1945, demolita nel giugno 1946                                                              |
| Gardiner   | K478           | DE-274             | Capitano Arthur Gardiner (…–1758)                       | Boston Navy Yard       | 20 maggio 1943    | 8 luglio 1943     | 28 settembre 1943   | Restituita alla US Navy il 12 febbraio 1946, demolita nel giugno 1947                                                            |
| Garlies    | K475           | DE-271             | Ammiraglio George Stewart, Visconte Garlies (1768–1834) | Boston Navy Yard       | 7 aprile 1943     | 19 maggio 1943    | 13 settembre 1943   | Restituita alla US Navy il 20 agosto 1945, venduta per essere demolita il 18 luglio 1947                                         |
| Goodall    | K479           | DE-275             | Ammiraglio Samuel Goodall (…–1801)                      | Boston Navy Yard       | 20 maggio 1943    | 8 luglio 1943     | 4 ottobre 1943      | Silurata il 29 aprile 1945; affondata dalla HMS Anguilla (K500) il giorno seguente                                               |
| Goodson    | K480           | DE-276             | Vicemiraglio William Goodson (1610–1680 circa)          | Boston Navy Yard       | 20 maggio 1943    | 8 luglio 1943     | 9 ottobre 1943      | Danneggiata il 26 giugno 1944 e dichiarata una perdita totale, fu restituita alla US Navy nel gennaio 1947                       |
| Gore       | K481           | DE-277             | Ammiraglio John Gore (1772–1836)                        | Boston Navy Yard       | 20 maggio 1943    | 8 luglio 1943     | 14 ottobre 1943     | Restituita alla US Navy il 2 maggio 1946, venduta per essere demolita il 10 giugno 1947                                          |
| Gould      | K476           | DE-272             | Ammiraglio Davidge Gould (1758–1847)                    | Boston Navy Yard       | 23 aprile 1942    | 4 giugno 1943     | 18 settembre 1943   | Affondata il 1º marzo 1944 |
| Grindall   | K477           | DE-273             | Viceammiraglio Richard Grindall (1750–1820)             | Boston Navy Yard       | 23 aprile 1942    | 4 giugno 1943     | 23 settembre 1943   | Restituita alla US Navy il 20 agosto 1945, venduta per essere demolita nel maggio 1946                                           |
| Hoste      | K566           | DE-521             | Capitano William Hoste (1780–1828)                      | Boston Navy Yard       | 14 agosto 1943    | 24 settembre 1943 | 3 dicembre 1943     | Restituita alla US Navy il 22 agosto 1945, venduta per essere demolita nel maggio 1946                                           |
| Inglis     | K570           | DE-525             | Viceammiraglio Charles Inglis (1743–1807)               | Boston Navy Yard       | 25 settembre 1943 | 2 novembre 1943   | 12 gennaio 1944     | Restituita alla US Navy il 20 marzo 19456, venduta per essere demolita nel settembre 1947                                        |
| Inman      | K571           | DE-526             | Capitano Henry Inman (1762–1809)                        | Boston Navy Yard       | 25 settembre 1943 | 2 novembre 1943   | 13 gennaio 1944     | Restituita alla US Navy il 1º marzo 1946, venduta per essere demolita                                                            |
| Keats      | K482           | DE-278             | Ammiraglio Richard Goodwin Keats (1757–1834)            | Boston Navy Yard       | 5 giugno 1943     | 17 luglio 1943    | 19 ottobre 1943     | Restituita alla US Navy il 27 febbraio 1946, venduta per essere demolita il 19 novembre 1946                                     |
| Kempthorne | K483           | DE-279             | Viceammiraglio John Kempthorne (c. 1620–1679)           | Boston Navy Yard       | 5 giugno 1943     | 17 luglio 1943    | 23 ottobre 1943     | Restituita alla US Navy il 20 agosto 1945, venduta per essere demolita nel maggio 1946                                           |
| Kingsmill  | K484           | DE-280             | Ammiraglio Robert Kingsmill (1730–1805)                 | Boston Navy Yard       | 9 luglio 1943     | 13 agosto 1943    | 23 ottobre 1943     | Restituita alla US Navy il 22 agosto 1945, venduta per essere demolita il 17 febbraio 1947                                       |
| Lawford    | K514           | DE-516             | Ammiraglio John Lawford (c. 1756 –1842)                 | Boston Navy Yard       | 9 luglio 1943     | 13 agosto 1943    | 3 novembre 1943     | Affondata l'8 giugno 1944 |
| Lawson     | K516           | DE-518             | Viceammiraglio John Lawson (ca. 1615–1665)              | Boston Navy Yard       | 15 luglio 1943    | 13 agosto 1943    | 25 novembre 1943    | Restituita alla US Navy il 20 marzo 1946, venduta per essere demolita il 31 gennaio 1947                                         |
| Loring     | K565           | DE-520             | Ammiraglio John Wentworth Loring (1775–1852)            | Boston Navy Yard       | 18 luglio 1943    | 13 agosto 1943    | 15 novembre 1943    | Restituita alla US Navy il 7 gennaio 1947, venduta per essere demolita il 25 marzo 1947                                          |
| Louis      | K515           | DE-517             | Ammiraglio Thomas Louis (1758–1807)                     | Boston Navy Yard       | 9 luglio 1943     | 13 agosto 1943    | 9 novembre 1943     | Restituita alla US Navy il 20 marzo 1946, venduta alla Pennsylvania il 17 giugno 1946                                            |
| Manners    | K568           | DE-523             | Capitano Robert Manners (1758–1782)                     | Boston Navy Yard       | 14 agosto 1943    | 24 settembre 1943 | 16 dicembre 1943    | Danneggiata il 26 gennaio 1945, fu dichiarata una perdita totale e restituita alla US Navy l'8 novembre 1945 e demolita nel 1947 |
| Moorsom    | K567           | DE-522             | Ammiraglio Robert Moorsom (1760–1835)                   | Boston Navy Yard       | 14 agosto 1943    | 24 settembre 1943 | 10 dicembre 1943    | Restituita alla US Navy il 25 ottobre 1945, venduta per essere demolita nel luglio 1946                                          |
| Mounsey    | K569           | DE-524             | Capitano William Mounsey (1766–1830)                    | Boston Navy Yard       | 14 agosto 1943    | 24 settembre 1943 | 23 dicembre 1943    | Restituita alla US Navy il 27 febbraio 1946, venduta per essere demolita l'8 novembre 1946                                       |
| Pasley     | K564           | DE-519             | Ammiraglio Thomas Pasley (1734–1808)                    | Boston Navy Yard       | 18 luglio 1943    | 30 agosto 1943    | 15 novembre 1943    | Restituita alla US Navy il 20 agosto 1945, venduta per essere demolita l'8 novembre 1946                                         |

### GruppoBuckley(propulsione turbo-elettrica)
| Nave         | Identificativo | Numero di scafo US | Intitolazione                                                               | Costruttore                        | Impostazione      | Varo              | Entrata in servizio | Destino finale |
| ------------ | -------------- | ------------------ | --------------------------------------------------------------------------- | ---------------------------------- | ----------------- | ----------------- | ------------------- | --- |
| Affleck      | K462           | DE-71              | Rear Admiral Edmund Affleck (1725–1788)                                     | Bethlehem Shipbuilding Corporation | 5 aprile 1943     | 30 giugno 1943    | 29 settembre 1943   | Colpita da un siluro il 26 dicembre 1944, rimase inattiva nella primavera del 1945, quando fu designata per essere trasformata in trasporto rapido da usare nella guerra del Pacifico. Fu restituita alla US Navy il 1º settembre 1946, il 24 gennaio 1947 venduta alla Transcontinental Victory Commercial Corporation e demolita nel 1970 |
| Aylmer       | K463           | DE-72              | Ammiraglio della flotta Matthew Aylmer (ca. 1650–1720)                      | Bethlehem Shipbuilding Corporation | 12 aprile 1943    | 10 luglio 1943    | 30 settembre 1943   | Restituita alla US Navy il 5 novembre 1945, venduta per essere demolita il 9 giugno 1947 |
| Balfour      | K464           | DE-73              | Ammiraglio George Balfour (ca. 1720–1794)                                   | Bethlehem Shipbuilding Corporation | 19 aprile 1943    | 10 luglio 1943    | 7 ottobre 1943      | Restituita alla US Navy il 25 novembre 1945, venduta per 1 $ allo stato di New York per essere utilizzata nella New York Maritime Academy |
| Bentinck     | K314           | DE-52              | Capitano John Bentinck (1737– 1775)                                         | Bethlehem Shipbuilding Corporation | 29 giugno 1942    | 3 febbraio 1943   | 19 maggio 1943      | Restituita alla US Navy il 5 gennaio 1946, venduta alla Northern Metals Co., di Filadelfia nel giugno 1946 per essere demolita |
| Bentley      | K465           | DE-74              | Viceammiraglio John Bentley (1703–1772)                                     | Bethlehem Shipbuilding Corporation | 26 aprile 1943    | 17 luglio 1943    | 14 ottobre 1943     | Restituita alla US Navy il 5 novembre 1945, venduta per essere demolita il 17 giugno 1947 |
| Bickerton    | K466           | DE-75              | Rear Admiral Richard Bickerton (1727–1792)                                  | Bethlehem Shipbuilding Corporation | 3 maggio 1943     | 24 luglio 1943    | 17 ottobre 1943     | Fu colpita da un siluro il 22 agosto 1944 e autoaffondata il 28 agosto dal cacciatorpediniere Vigilant |
| Bligh        | K467           | DE-76              | Viceammiraglio William Bligh (1754–1817)                                    | Bethlehem Shipbuilding Corporation | 10 maggio 1943    | 31 luglio 1943    | 22 ottobre 1943     | Restituita alla US Navy il 12 novembre 1945, venduta per essere demolita il 13 giugno 1946 |
| Braithwaite  | K468           | DE-77              | Capitano Samuel Braithwaite (…–1749)                                        | Bethlehem Shipbuilding Corporation | 10 maggio 1943    | 31 luglio 1943    | 13 novembre 1943    | Restituita alla US Navy il 13 novembre 1945, venduta per essere demolita nel giugno 1946 |
| Bullen       | K469           | DE-78              | Ammiraglio Charles Bullen (1769–1853)                                       | Bethlehem Shipbuilding Corporation | 17 maggio 1943    | 7 agosto 1943     | 25 ottobre 1943     | Affondata il 6 dicembre 1944 |
| Byard        | K315           | DE-55              | Capitano Thomas Byard (1743–1798)                                           | Bethlehem Shipbuilding Corporation | 15 ottobre 1942   | 6 marzo 1943      | 18 giugno 1943      | Restituita alla US Navy il 12 febbraio 1945, venduta per essere demolita nel 1946 |
| Byron        | K508           | DE-79              | Viceammiraglio John Byron (1723–1786)                                       | Bethlehem Shipbuilding Corporation | 24 maggio 1943    | 14 agosto 1943    | 30 ottobre 1943     | Restituita alla US Navy il 24 novembre 1945, venduta per essere demolita il 25 ottobre 1947 |
| Calder       | K349           | DE-58              | Ammiraglio Robert Calder (1745–1818)                                        | Bethlehem Shipbuilding Corporation | 11 dicembre 1942  | 27 marzo 1943     | 15 luglio 1943      | Restituita alla US Navy il 19 ottobre 1945, venduta per essere demolita il 15 gennaio 1948 |
| Conn         | K509           | DE-80              | Capitano John Conn (c. 1764–1810)                                           | Bethlehem Shipbuilding Corporation | 2 giugno 1943     | 21 agosto 1943    | 31 ottobre 1943     | Restituita alla US Navy il 26 novembre 1945, venduta per essere demolita il 21 gennaio 1948 |
| Cosby        | K559           | DE-94              | Viceammiraglio Phillips Cosby (1729–1808)                                   | Bethlehem Shipbuilding Corporation | 11 agosto 1943    | 20 ottobre 1943   | 20 dicembre 1943    | Restituita alla US Navy il 4 marzo 1946, venduta per essere demolita il 5 novembre 1946 |
| Cotton       | K510           | DE-81              | Ammiraglio Charles Cotton (1753–1812)                                       | Bethlehem Shipbuilding Corporation | 2 giugno 1943     | 21 agosto 1943    | 8 novembre 1943     | Restituita alla US Navy il 5 novembre 1945, venduta per essere demolita |
| Cranstoun    | K511           | DE-82              | Capitano James Cranstoun (1755–1796)                                        | Bethlehem Shipbuilding Corporation | 9 giugno 1943     | 28 agosto 1943    | 13 novembre 1943    | Restituita alla US Navy il 3 dicembre 1945, venduta per essere demolita |
| Cubitt       | K512           | DE-83              | Capitano Joseph Cubitt (…–1663)                                             | Bethlehem Shipbuilding Corporation | 9 giugno 1943     | 11 settembre 1943 | 17 novembre 1943    | Restituita alla US Navy il 4 marzo 1946, venduta per essere demolita il 4 marzo 1947 |
| Curzon       | K513           | DE-84              | Ammiraglio Henry Curzon (1765–1846) o Ammiraglio Edward Curzon (1789– 1862) | Bethlehem Shipbuilding Corporation | 23 giugno 1943    | 18 settembre 1943 | 20 novembre 1943    | Restituita alla US Navy il 27 marzo 1946, venduta per essere demolita il 4 novembre 1946 |
| Dakins       | K550           | DE-85              | Capitano George Dakins                                                      | Bethlehem Shipbuilding Corporation | 23 giugno 1943    | 18 settembre 1943 | 23 novembre 1943    | Fu danneggiata da una mina il 25 dicembre 1944. Fu dichiarata una perdita totale e restituita alla US Navy nel settembre 1946, venduta per essere demolita il 9 gennaio 1947 |
| Deane        | K551           | DE-86              | Capitano Joseph Deane (c. 1731–1779)                                        | Bethlehem Shipbuilding Corporation | 30 giugno 1943    | 29 settembre 1943 | 26 novembre 1943    | Restituita alla US Navy il 4 marzo 1946, venduta per essere demolita il 7 novembre 1946 |
| Duckworth    | K351           | DE-61              | Ammiraglio John Duckworth (1748–1817)                                       | Bethlehem Shipbuilding Corporation | 16 gennaio 1943   | 1º maggio 1943    | 4 agosto 1943       | Restituita alla US Navy il 17 dicembre 1945, venduta per essere demolita il 29 maggio 1946 |
| Duff         | K352           | DE-64              | Capitano George Duff (c. 1764–1805)                                         | Bethlehem Shipbuilding Corporation | 22 febbraio 1943  | 22 maggio 1943    | 23 agosto 1943      | Fu dichiarata una perdita totale dopo aver colpito una mina davanti alla costa olandese il 30 novembre 1944. Fu restituita alla US Navy il 1º novembre 1946 e venduta per essere demolita |
| Ekins        | K552           | DE-87              | Ammiraglio Charles Ekins (1768–1855)                                        | Bethlehem Shipbuilding Corporation | 5 luglio 1943     | 2 ottobre 1943    | 29 novembre 1943    | Danneggiata da una mina il 16 aprile 1945, fu dichiarata una perdita totale e restituita alla US Navy nel luglio 1945, venduta per essere demolita nel marzo 1947 |
| Essington    | K353           | DE-67              | Viceammiraglio William Essington (c. 1753–1816)                             | Bethlehem Shipbuilding Corporation | 15 marzo 1943     | 19 giugno 1943    | 7 settembre 1943    | Restituita alla US Navy il 19 ottobre 1946, venduta per essere demolita il 22 dicembre 1947 |
| Fitzroy      | K553           | DE-88              | Viceammiraglio Robert FitzRoy (1805–1865)                                   | Bethlehem Shipbuilding Corporation | 24 agosto 1943    | 1º settembre 1943 | 16 ottobre 1943     | Restituita alla US Navy il 5 gennaio 1946, venduta per essere demolita il 23 maggio 1946 |
| Halsted      | K556           | DE-91              | Ammiraglio Lawrence Halsted (1764–1841)                                     | Bethlehem Shipbuilding Corporation | 28 luglio 1943    | 14 ottobre 1943   | 3 novembre 1943     | Danneggiata l'11 giugno 1944, fu dichiarata una perdita totale e restituita alla US Navy nel settembre 1946, demolita dal 28 marzo 1947 |
| Hargood      | K582           | DE-573             | Ammiraglio William Hargood (1762–1839)                                      | Bethlehem Shipbuilding Corporation | 27 ottobre 1943   | 19 dicembre 1943  | 7 febbraio 1944     | Restituita alla US Navy il 23 febbraio 1946, venduta per essere demolita nel marzo 1947 |
| Holmes       | K581           | DE-572             | Ammiraglio Robert Holmes (ca. 1622–1692)                                    | Bethlehem Shipbuilding Corporation | 27 ottobre 1943   | 19 dicembre 1943  | 31 gennaio 1944     | Restituita alla US Navy il 3 dicembre 1945, venduta per essere demolita nell'ottobre 1947 |
| Hotham       | K583           | DE-574             | Ammiraglio William Hotham (1772–1848)                                       | Bethlehem Shipbuilding Corporation | 5 novembre 1943   | 21 dicembre 1943  | 8 febbraio 1944     | La Hotham fu restituita alla US Navy il 25 aprile 1952 e nuovamente trasferita al Regno Unito grazie al Mutual Defense Assistance Program. La nave parzialmente disarmata ritornò sotto custodia degli Stati Uniti il 13 marzo 1956. |
| Narborough   | K578           | DE-569             | Rear Admiral John Narborough (c. 1640–1688)                                 | Bethlehem Shipbuilding Corporation | 6 ottobre 1943    | 27 novembre 1943  | 21 gennaio 1944     | Restituita alla US Navy il 4 febbraio 1946, venduta per essere demolita il 14 dicembre 1946 |
| Redmill      | K554           | DE-89              | Capitano Robert Redmill (c. 1765–1819)                                      | Bethlehem Shipbuilding Corporation | 14 luglio 1943    | 2 ottobre 1943    | 30 novembre 1943    | Danneggiata il 27 aprile 1945, restituita alla US Navy il 20 gennaio 1947, demolita |
| Retalick     | K555           | DE-90              | Capitano Richard Retalick (…-1803)                                          | Bethlehem Shipbuilding Corporation | 21 luglio 1943    | 9 ottobre 1943    | 8 dicembre 1943     | Restituita alla US Navy il 25 ottobre 1945, venduta per essere demolita il 7 maggio 1946 |
| Riou         | K557           | DE-92              | Capitano Edward Riou (1762–1801)                                            | Bethlehem Shipbuilding Corporation | 4 agosto 1943     | 23 ottobre 1943   | 14 dicembre 1943    | Restituita alla US Navy il 25 febbraio 1945, venduta per essere demolita il 21 aprile 1947 |
| Rowley       | K560           | DE-95              | Viceammiraglio Joshua Rowley (1734–1790)                                    | Bethlehem Shipbuilding Corporation | 18 agosto 1943    | 30 ottobre 1943   | 22 dicembre 1943    | Restituita alla US Navy il 12 novembre 1945, venduta per essere demolita il 14 giugno 1946 |
| Rupert       | K561           | DE-96              | Principe Rupert (1619–1683)                                                 | Bethlehem Shipbuilding Corporation | 25 agosto 1943    | 31 ottobre 1943   | 24 dicembre 1943    | Restituita alla US Navy il 20 marzo 1946, venduta per essere demolita il 17 giugno 1946 |
| Rutherford   | K558           | DE-93              | Capitano William Gordon Rutherfurd (1765–1818)                              | Bethlehem Shipbuilding Corporation | 4 agosto 1943     | 23 ottobre 1943   | 16 dicembre 1943    | Restituita alla US Navy il 25 ottobre 1945, venduta per essere demolita nel maggio 1946 |
| Seymour      | K563           | DE-98              | Viceammiraglio Lord Hugh Seymour (1759–1801)                                | Bethlehem Shipbuilding Corporation | 1º settembre 1943 | 1º novembre 1943  | 23 dicembre 1943    | Restituita alla US Navy il 5 gennaio 1946, venduta per essere demolita il 10 dicembre 1946 |
| Spragge      | K572           | DE-563             | Ammiraglio Edward Spragge (c. 1620–1673)                                    | Bethlehem Shipbuilding Corporation | 15 settembre 1943 | 16 ottobre 1943   | 14 gennaio 1944     | Restituita alla US Navy il 28 febbraio 1946, venduta per essere demolita il 16 novembre 1947 |
| Stayner      | K573           | DE-564             | Viceammiraglio Richard Stayner (1625–1662)                                  | Bethlehem Shipbuilding Corporation | 22 settembre 1943 | 6 novembre 1943   | 30 gennaio 1944     | Restituita alla US Navy il 24 novembre 1945, venduta per essere demolita il 14 novembre 1947 |
| Stockham     | K562           | DE-97              | Capitano John Stockham (1765–1814)                                          | Bethlehem Shipbuilding Corporation | 25 agosto 1943    | 31 ottobre 1943   | 28 dicembre 1943    | Restituita alla US Navy il 15 febbraio 1946, venduta per essere demolita |
| Thornborough | K574           | DE-565             | Ammiraglio Edward Thornbrough (1754–1834)                                   | Bethlehem Shipbuilding Corporation | 22 settembre 1943 | 13 novembre 1943  | 31 dicembre 1943    | Restituita alla US Navy il 29 aprile 1947, venduta per essere demolita il 24 aprile 1947 |
| Torrington   | K577           | DE-568             | Ammiraglio della flotta George Byng, 1° Visconte Torrington (1663–1733)     | Bethlehem Shipbuilding Corporation | 22 settembre 1943 | 27 novembre 1943  | 18 gennaio 1944     | Restituita alla US Navy l'11 giugno 1946, venduta per essere demolita il 26 settembre 1946 |
| Trollope     | K575           | DE-566             | Ammiraglio Henry Trollope (1756–1839)                                       | Bethlehem Shipbuilding Corporation | 29 settembre 1943 | 20 novembre 1943  | 10 gennaio 1944     | Danneggiata il 6 luglio 1944, dichiarata una perdita totale e venduta per essere demolita nel 1951 |
| Tyler        | K576           | DE-567             | Ammiraglio Charles Tyler (1760–1835)                                        | Bethlehem Shipbuilding Corporation | 6 ottobre 1943    | 20 novembre 1943  | 14 gennaio 1944     | Restituita alla US Navy il 12 novembre 1945, venduta per essere demolita il 23 maggio 1946 |
| Waldegrave   | K579           | DE-570             | Ammiraglio William Waldegrave (1753–1825)                                   | Bethlehem Shipbuilding Corporation | 16 ottobre 1943   | 4 dicembre 1943   | 28 gennaio 1944     | Restituita alla US Navy il 3 dicembre 1945, venduta per essere demolita nel giugno 1948 |
| Whitaker     | K580           | DE-571             | Ammiraglio Edward Whitaker (1660–1735)                                      | Bethlehem Shipbuilding Corporation | 20 ottobre 1943   | 12 dicembre 1943  | 28 gennaio 1944     | Danneggiata il 1º novembre 1944, fu dichiarata una perdita totale e venduta per essere demolita. |

## Servizio
Queste navi furono principalmente assegnate a gruppi di scorta che venivano utilizzati per fornire copertura antisommergibile ai convogli. Le quattro o più navi di ogni gruppo, operando sotto un unico comandante, riuscivano ad utilizzare tattiche di gruppo. Con un unico corto segnale le varie navi del gruppo, spesso fuori dal campo visivo le une dalle altre, potevano agire in maniera coordinata.
Un piccolo numero di fregate classe Captain furono convertite per essere utilizzate come navi comando forze anfibie durante l'Operazione Neptune (sbarco in Normandia) e come fregate di controllo delle Coastal Forces. Le Captain che servirono con le Coastal Forces (che consistevano in motosiluranti, motocannoniere e PT boat della US Navy) affondarono almeno due sottomarini tascabili e parteciparono alla distruzione di almeno 26 E-boot, un pattugliatore costruito per sembrare un peschereccio, due cacciamine e abbatterono un Junkers Ju 88.
| Date             | Sommergibile | Posizione dell'affondamento | Navi                                | Sorte dell'equipaggio del sommergibile |
| ---------------- | ------------ | --------------------------- | ----------------------------------- | -------------------------------------- |
| 17 ottobre 1943  | U-841        | 59°57′N 31°06′W             | Byard                               | 27 perdite e 27 sopravvissuti          |
| 21 novembre 1943 | U-538        | 45°40′N 19°35′W             | Foley                               | 55 perdite, intero equipaggio          |
| 23 novembre 1943 | U-648        | 42°40′N 20°37′W             | Bazely, Blackwood, Drury            | 50 perdite, intero equipaggio          |
| 25 novembre 1943 | U-600        | 40°31′N 22°07′W             | Bazely, Blackwood                   | 54 perdite, intero equipaggio          |
| 8 gennaio 1944   | U-757        | 50°33′N 18°03′W             | Bayntun                             | 49 perdite, intero equipaggio          |
| 26 febbraio 1944 | U-91         | 49°45′N 26°20′W             | Affleck, Gore, Gould                | 36 perdite e 16 sopravvissuti          |
| 1º marzo 1944    | U-358        | 45°46′N 23°16′W             | Affleck, Gore, Gould, Garlies       | 50 perdite e 1 sopravvissuto           |
| 16 marzo 1944    | U-392        | 35°55′N 05°41′W             | Affleck                             | 52 perdite, intero equipaggio          |
| 6 maggio 1944    | U-765        | 52°30′N 28°28′W             | Bickerton, Bligh, Aylmer            | 37 perdite e 11 sopravvissuti          |
| 25 giugno 1944   | U-269        | 50°01′N 02°59′W             | Bickerton                           | 13 perdite e 39 sopravvissuti          |
| 29 giugno 1944   | U-988        | 49°37′N 03°41′W             | Duckworth, Cooke, Domett, Essington | 50 perdite, intero equipaggio          |
| 18 giugno 1944   | U-672        | 50°03′N 02°30′W             | Balfour                             | 52 sopravvissuti                       |
| 21 giugno 1944   | U-212        | 50°27′N 00°13′W             | Curzon, Ekins                       | 49 perdite, intero equipaggio          |
| 26 luglio 1944   | U-214        | 49°58′N 03°30′W             | Cooke                               | 48 perdite, intero equipaggio          |
| 5 agosto 1944    | U-671        | 50°23′N 00°06′E             | Stayner                             | 47 pertite e 5 sopravvissuti           |
| 14 agosto 1944   | U-618        | 47°22′N 04°39′W             | Duckworth, Essington                | 61 perdite, intero equipaggio          |
| 24 agosto 1944   | U-445        | 47°21′N 05°50′W             | Louis                               | 52 perdite, intero equipaggio          |
| 26 gennaio 1945  | U-1051       | 53°39′N 05°23′W             | Aylmer, Bentinck, Calder, Manners   | 47 perdite, intero equipaggio          |
| 27 gennaio 1945  | U-1172       | 52°24′N 05°42′W             | Tyler, Keats, Bligh                 | 52 perdite, intero equipaggio          |
| 3 febbraio 1945  | U-1279       | 61°21′N 02°00′E             | Bayntun, Braithwaite                | 48 perdite, intero equipaggio          |
| 14 febbraio 1945 | U-989        | 61°36′N 01°35′W             | Bayntun, Braithwaite                | 47 perdite, intero equipaggio          |
| 17 febbraio 1945 | U-1278       | 61°32′N 01°36′E             | Bayntun                             | 48 perdite, intero equipaggio          |
| 27 febbraio 1945 | U-1208       | 49°56′N 06°06′W             | Duckworth, Rowley                   | 49 perdite, intero equipaggio          |
| 26 marzo 1945    | U-399        | 49°56′N 05°22′W             | Duckworth                           | 46 perdite, intero equipaggio          |
| 27 marzo 1945    | U-722        | 57°09′N 06°55′W             | Fitzroy, Redmill, Byron             | 44perdite, intero equipaggio           |
| 27 marzo 1945    | U-905        | 58°34′N 05°46′W             | Conn                                | 45 perdite, intero equipaggio          |
| 29 marzo 1945    | U-1169       | 49°58′N 05°25′W             | Duckworth, Rowley                   | 49 perdite, intero equipaggio          |
| 30 marzo 1945    | U-965        | 58°19′N 05°31′W             | Conn, Rupert, Deane                 | 51 perdite, intero equipaggio          |
| 8 aprile 1945    | U-1001       | 49°19′N 10°23′W             | Fitzroy, Byron                      | 45 perdite, intero equipaggio          |
| 8 aprile 1945    | U-774        | 49°58′N 11°51′W             | Bentinck, Calder                    | 44 perdite, intero equipaggio          |
| 15 aprile 1945   | U-1063       | 50°08′N 03°53′W             | Cranstoun, Burges                   | 29 perdite e 17 sopravvissuti          |
| 15 aprile 1945   | U-285        | 50°13′N 12°48′W             | Grindall, Keats                     | 44 perdite, intero equipaggio          |
| 21 aprile 1945   | U-636        | 55°50′N 10°31′W             | Bentinck, Bazely, Drury             | 42 perdite, intero equipaggio          |
| 29 aprile 1945   | U-286        | 69°29′N 33°37′E             | Cotton                              | 51 perdite, intero equipaggio          |

| Data             | Nave      | Incidente | Vittime |
| ---------------- | --------- | --- | ------- |
| 1º marzo 1944    | Gould     | Silurata ed affondata dall'U-358 a sudovest dell'Irlanda in posizione 45°46′N 23°16′W. | 123     |
| 8 giugno 1944    | Lawford   | Fu colpita a mezza nave del fianco sinistro dalla bomba di un aliante. La bomba fece esplodere il fondo della nave che di conseguenza affondò velocemente davanti al settore J1 di Gold Beach il giorno D-Day+2. | 26      |
| 11 giugno 1944   | Halstead  | Fu silurata da un motoslurante a metà della Manica, davanti alla Normandia, perdendo la sezione di prua dello scafo, fu giudicata una perdita totale.                                                            | 27      |
| 15 giugno 1944   | Blackwood | Silurata dall'U-764, perse la sezione prodiera dello scafo. Il relitto affondò alle 4:10 del mattino seguente.                                                                                                   | 60      |
| 26 giugno 1944   | Goodson   | Silurata dall'U-984 circa 38 miglia a sud del Portland Bill in posizione 50°00′N02°48′W; gravemente danneggiata, fu trainata in porto e dichiarata una perdita totale.                                           | Nessuna |
| 22 agosto 1944   | Bickerton | Silurata dall'U-354 durante l'Operazione Goodwood nel Mare di Barents, in posizione 72°42′N 19°11′E. Fu seriamente danneggiata ed abbandonata e infine autoaffondata.                                            | 39      |
| 1º novembre 1944 | Whitaker  | Silurata dall'U-483 davanti a Malin Head, vicino a Loch Swilly, in Irlanda; fu seriamente danneggiata e trainata fino a Belfast, dove fu dichiarata una perdita totale.                                          | 92      |
| 2 novembre 1944  | Mounsey   | Fu silurata dall'U-295 davanti alla baia di Kola ma riuscì a ritornare a Poljarnyj, dove fu rattoppata dai russi e riuscì così a tornare a Belfast prima di natale per essere riparata permanentemente.          | 10      |
| 6 dicembre 1944  | Bullen    | Fu silurata a mezza nave dall'U-775 e affondò davanti a Capo Wrath in posizione 58°42′N 04°12′W. | 55      |
| 25 dicembre 1944 | Dakins    | Colpì una mina davanti alla costa del Belgio; fu trainata fino a Anversa dove fu dichiarata una perdita totale.                                                                                                  | Nessuna |
| 26 dicembre 1944 | Capel     | Colpita da due siluri sparati dall'U-486, affondò, avendo perso la prua, a nord nord est di Cherbourg, in posizione 49°50′N 01°41′W.                                                                             | 76      |
| 26 dicembre 1944 | Affleck   | Fu colpita davanti a Cherbourg da uno dei sue siluri sparati dall'U-486 che danneggiarono seriamente la poppa. Fu trainata in porto e dichiarata una perdita totale.                                             | 9       |
| 26 gennaio 1945  | Manners   | Fu silurata dall'U-1051 davanti all'Isola di Man. Fu trainata fino a Barrow-in-Furness e dichiarata una perdita totale.                                                                                          | 43      |
| 15 aprile 1945   | Ekins     | Colpì due mine all'estuario della Schelda; fu trainata in porto e messa in un bacino di carenaggio, ma quando l'acqua fu pompata fuori si spezzò e fu quindi dichiarata una perdita totale.                      | Nessuna |
| 27 aprile 1945   | Redmill   | Silurata dall'U-1105 a 25 miglia nautiche a ovest della baia di Sligo, in posizione 54°23′N 10°36′W, fu trainata fino a Belfast con danni importanti. Fu radiata in quanto perdita totale.                       | 24      |
| 29 aprile 1945   | Goodall   | Fu silurata dall'U-286 fuori dalla baia di Kola Inlet a 69°29′N 33°38′E. La Goodall fu l'ultima nave della Royal Navy affondata nel teatro europeo della seconda guerra mondiale.                                | 98      |

In totale la classe Captain ricevette onori di battaglia per il servizio nell'Artico (convogli per la Russia), Atlantico, Golfo di Biscaglia, Manica, Normandia (D-Day il 6 giugno 1944 e conseguenti operazioni), North Foreland e Walcheren. Durante la seconda guerra mondiale distrussero più sommergibili tedeschi di qualsiasi altra classe di navi della Royal Navy.

### Dopoguerra
Alla fine della guerra la maggior parte delle navi sopravvissute furono restituite alla US Navy il più velocemente possibile per ridurre il saldo da pagare secondo l'accordo di Lend-Lease. L'ultima nave restituita fu la Hotham, che durante il periodo postbellico era stata usata come centrale elettrica a Singapore fino all'inizio del 1948, quando prese il mare per tornare a Portsmouth, diventando la base per un gruppo di ricerca di ingegneri della Royal Navy che svolgevano esperimenti sulle turbine a gas. La Hotham fu restituita alla US Navy il 25 aprile 1952 e simultaneamente trasferita nuovamente al Regno Unito sotto il Mutual Defense Assistance Program. La nave parzialmente disarmata fu restituita agli Stati Uniti il 13 marzo 1956.

## Nei film
Buona parte del film di Dick Powell Duello nell'Atlantico (The Enemy Below, 1957) interpretato da Robert Mitchum, fu girato a bordo della USS Whitehurst, un cacciatorpediniere di scorta classe Buckley, dello stesso tipo delle unità classe Captain. Il resto del film si svolge dentro un U-Boot in caccia.

## Memoriale
Il 17 aprile 2005, all'interno del National Memorial Arboretum, vicino a Alrewas, nello Staffordshire, fu inaugurato un memoriale alla classe Captain, ai caduti in azione e a chi servì sulle unità.

### Articoli
- Ashley Halsey, Those not-so-little ships—The DE's, in Proceedings, United States Naval Institute, 1943. ISSN 0041-798X (WC · ACNP) OCLC 12581195
- Peter Elliott, The Lend-Lease Captains, in Warship International, International Naval Research Organization, 1972. ISSN 0043-0374 (WC · ACNP), OCLC 1647131.

### Risorse online
- Roy B. Tynan, Captain Class Frigate – List of Battle Honours, su The Captain Class Frigates Association. URL consultato il 25 agosto 2007.
- Geoffrey B. Mason, Chronologies of war service of Royal Navy Warships H. M. S. Bickerton (K466), su naval-history.net. URL consultato il 21 novembre 2008.
- James L. Mooney, Hotham, in Dictionary of American Naval Fighting Ships, The Naval Historical Foundation, OCLC 2794587.
- Guðmundur Helgason, Allied Warships – Frigate HMS Affleck of the Captain class, su uboat.net. URL consultato il 28 agosto 2007.
- Guðmundur Helgason, Allied Warships – Frigate HMS Bickerton of the Captain class, su uboat.net. URL consultato il 30 agosto 2007.
- Guðmundur Helgason, Allied Warships – Frigate HMS Blackwood of the Captain class, su uboat.net. URL consultato il 30 agosto 2007.
- Guðmundur Helgason, Allied Warships – Frigate HMS Bullen of the Captain class, su uboat.net. URL consultato il 28 agosto 2007.
- Helgason, Guðmundur. "Allied Warships – Frigate HMS Capel of the Captain class". uboat.net. Consultato il 28 agosto 2007.
- Helgason, Guðmundur. "Allied Warships – Frigate HMS Goodall of the Captain class". uboat.net. Consultato il 27 agosto 2007.
- Helgason, Guðmundur. "Allied Warships – Frigate HMS Goodson of the Captain class". uboat.net. Consultato il 30 agosto 2007.
- Helgason, Guðmundur. "Allied Warships – Frigate HMS Gould of the Captain class". uboat.net. Consultato il 30 agosto 2007.
- Helgason, Guðmundur. "Allied Warships – Frigate HMS Manners of the Captain class". uboat.net. Consultato il 28 agosto 2007.
- Helgason, Guðmundur. "Allied Warships – Frigate HMS Redmill of the Captain class". uboat.net. Consultato il 27 agosto 2007.